# محسن‌آباد (سرآب)
محسن‌آباد یکی از روستاهای استان آذربایجان شرقی است که در دهستان ابرغان بخش مرکزی شهرستان سرآب واقع شده‌است.

## جمعیت
این روستا در دهستان ابرغان قرار دارد و براساس سرشماری مرکز آمار ایران در سال ۱۳۸۵، جمعیت آن ۳۳۸ نفر (۶۵خانوار) بوده‌است.